# Aurélien Montaroup
Aurélien Montaroup (Rennes, 19 dicembre 1985) è un ex calciatore francese, di ruolo difensore.

## Carriera

### Club
Dopo aver giocato con varie squadre francesi, si trasferisce nel gennaio 2009 alla Dinamo Minsk.

## Palmarès
- Coppa Gambardella: 1

Rennes: 2003